# Regis Danese
João Geraldo Danese Silveira (Passos, 2 de abril de 1973), mais conhecido como Regis Danese, é um cantor  e compositor brasileiro. Foi compositor do grupo de pagode Só Pra Contrariar, fez dupla sertaneja e após conversão religiosa, tornou-se um músico de música cristã contemporânea.
Iniciou carreira solo em 2004, alcançando pouca notoriedade no meio evangélico em seus primeiros trabalhos. No entanto, alcançou popularidade com a canção "Faz um Milagre em Mim", do álbum Compromisso (2009). Com a faixa, alcançou destaque no segmento religioso e não-religioso em 2009.
Regis foi indicado ao Grammy Latino 2009 na categoria "Melhor Álbum Cristão em português", com o álbum Compromisso.

## Carreira
Aos 15 anos saiu de Passos para lançar seu primeiro LP, formando uma dupla sertaneja inicialmente chamada de João Geraldo & Maziero, juntamente com Aluísio Maziero.
Posteriormente a dupla passou a se chamar Régis & Raí. O álbum foi lançado em 1993 pela gravadora BMG / Ariola, tendo grande aceitação de público.
Logo depois, em 1994, Regis se mudou para Uberlândia, onde recebeu convite do cantor Alexandre Pires, para integrar o grupo Só Pra Contrariar (SPC) fazendo vocal de apoio. O músico participou do SPC por 5 anos, onde se destacou compondo muitos sucessos gravados pelo Só Pra Contrariar, como Te Amar Sem Medo, Nosso Sonho Não é Ilusão, Nunca Mais te Machucar, Amor Verdadeiro e O Samba Não tem Fronteiras, dentre outras.
Além de compor músicas em parceria com músicos renomados como  Peninha, Luiz Cláudio e Alexandre Pires, Regis compôs e também produziu muitos sucessos para outros cantores, como Daniel, Leandro & Leonardo, Gian & Giovani, Chrystian & Ralf, Belo, Vavá, Elymar Santos, Alcione entre outros. Uma de suas músicas "Pra Falar a Verdade" (feita em parceria com o também cantor e compositor Peninha) foi uma das 10 mais tocadas nas rádios brasileiras em 1999, com a interpretação do cantor Daniel.
Através de um colega do grupo Só Pra Contrariar, Regis Danese converteu-se ao protestantismo enquanto passava por problemas no casamento. O músico associara a estabilização de sua vida conjugal à sua nova posição religiosa.
Somente depois de três anos como evangélico o músico passou a fazer músicas religiosas. O primeiro CD gospel foi O meu Deus é Forte, foi lançado em 2005, de forma independente, o que lhe valeu a indicação para o Troféu Talento de 2006, nas categorias Melhor Álbum Independente e Cantor Revelação. A gravadora Line Records passou a distribuir o CD. Em seguida, também produziu O Melhor que Eu Tenho, assim como o anterior, com pouca notoriedade no meio evangélico.
Em julho de 2008 lançou o seu álbum de maior sucesso, Compromisso, também distribuído pela Line Records. Produzido pelo próprio músico, o álbum reuniu 12 músicas, incluindo o sucesso "Faz um Milagre em Mim", a música de maior sucesso do músico, que durante meses esteve entre as mais executadas de diversas rádios evangélicas e não-religiosas.
Em 2010 ganhou o Troféu Talento em quatro categorias: Intérprete Masculino, Destaque 2009, Cantor do Ano e Música do Ano, com "Faz Um Milagre em Mim".
O primeiro DVD do músico, intitulado Faz um Milagre em Mim foi gravado no dia 12 de maio de 2009, na casa de espetáculos Via Show, em São João de Meriti, Baixada Fluminense, Rio de Janeiro. Dentre as participações especiais, estiveram nomes como André Valadão, Davi Sacer e  Lázaro. A gravação contou com a presença de 8 mil pessoas.
Após produzir o álbum Família, lançado em 2010 pela Line Records, o músico fechou contrato com a MK Music e seu álbum Tudo Novo foi lançado em dezembro de 2011.
Pela MK Music lançou, ainda, os discos A Glória é do Senhor (2013) e Profetizo (2014). 
Em 2016, gravou outro disco ao vivo, de título 10 Anos. Gravado em Ilhéus, o registro trouxe as participações de Bruna Karla, Pr. Lucas, Pregador Luo e Vandinho. A obra conta com distribuição da Som Livre.
Em 2 de abril de 2019 assinou contrato com a Sony Music.
Na noite de 30 de agosto de 2023, o cantor sofreu um grave acidente a caminho de um show em Ceres, Goiás. Segundo as redes sociais do artista, o veículo que ele estava colidiu com um caminhão na BR-153. Régis, precisou ser imobilizado e foi levado ao hospital de Jaraguá com várias fraturas.

## Discografia
- 2005: O Meu Deus é Forte
- 2006: O Melhor que eu Tenho
- 2008: Compromisso
- 2009: Faz um Milagre em Mim - Ao Vivo
- 2010: Família
- 2011: Tudo Novo
- 2013: A Glória é do Senhor
- 2014: Profetizo
- 2017: 10 Anos
- 2018-19: Dinheiro Não É Tudo
- 2020: Natal em Família

### Coletâneas
- 2010: O Melhor de Regis Danese

## Prêmios e indicações
Troféu Talento
- 2005 - Troféu Talento - Melhor Álbum Independente (Indicado)
- 2005 - Troféu Talento - Cantor Revelação (Indicado)
- 2009 - Troféu Talento - Intérprete Masculino (Venceu)
- 2009 - Troféu Talento - Destaque de 2008 (Venceu)
- 2009 - Troféu Talento - Cantor do Ano (Venceu)
- 2009 - Troféu Talento - Música do Ano - Faz um Milagre em Mim (Venceu)

Grammy Latino
- 2009 - Grammy Latino - Categoria de Melhor Álbum Cristão em português (Indicado)

Prêmio Magníficos
- 2009 - Prémio Magníficos (Venceu)

Prêmio Canta América
- 2010 - Canta América - Melhor Cantor (Venceu)

Prêmio de Música Digital
- 2010 - Prêmio de Música Digital - Música Religiosa Mais Vendida - Faz um Milagre em Mim (Venceu)

Troféu Imprensa
- 2010 - Troféu Imprensa - Música do Ano - Faz um Milagre em Mim (Indicado)